# Caio Duilio (Schiff, 1915)
Die Caio Duilio (benannt nach Gaius Duilius, einem römischen Politiker) war ein italienisches Schlachtschiff und Typschiff der Caio-Duilio-Klasse, das am 24. April 1913 vom Stapel lief. Die Caio Duilio wurde wie ihr Schwesterschiff Andrea Doria von 1937 bis 1940 umgebaut. Nach dem Umbau nahm sie am Zweiten Weltkrieg teil und blieb dann bis 1956 in Dienst.

## Technische Daten
- Typ: Schlachtschiff (Dreadnought)
- Besatzung: 1198 Mann
- Verdrängung: 29.861 Tonnen
- Länge: 187 m
- Breite: 28 m
- Reichweite: ca. 4800 NM (8780 km) bei 12 Knoten
- Bewaffnung: 10 320-mm-Geschütze (nach dem Umbau)
- Antrieb:Turbinen für 2 Schrauben
- Höchstgeschwindigkeit: 27 Knoten

## Erster Weltkrieg
Im Ersten Weltkrieg wurde die Caio Duilio sehr wenig eingesetzt und geriet nicht in Kampfsituationen.

## Umbau

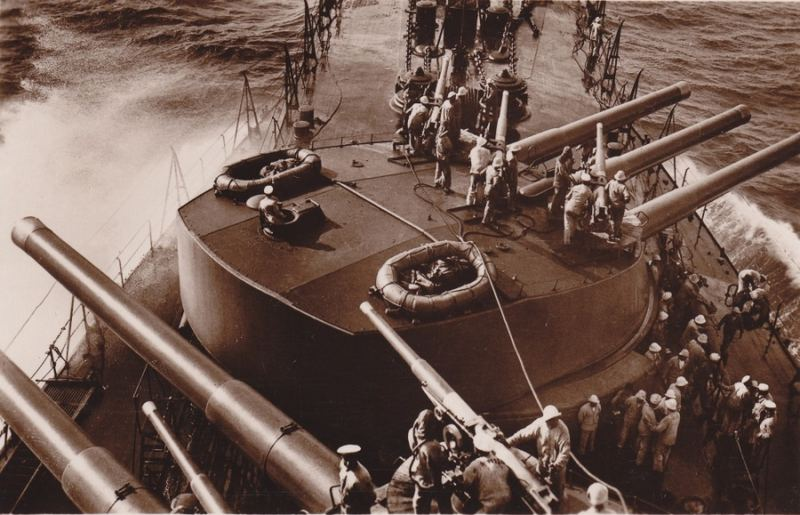
Auf den Türmen der schweren Artillerie aufgesetzte Kanonen 76-45 mod. 1911

Auch vor dem großen Umbau 1937–40 war die Caio Duilio schon mehrfach modernisiert worden, so erhielt sie zum Beispiel bereits 1925 ein Startkatapult für Wasserflugzeuge. 1937–40 wurde der 305-mm-Geschützturm mittschiffs entfernt, bei den restlichen vier Geschütztürmen wurden die 305-mm-Geschütze auf das Kaliber 32 cm aufgebohrt. Zum Schutz gegen Torpedos wurde das neuentwickelte Pugliese-Torpedoverteidigungssystem eingebaut. Somit wurde, wie auch bei der Andrea Doria, ein weitgehend neues Schiff entwickelt.

## Zweiter Weltkrieg
Im November 1940 wurde die Caio Duilio im Hafen von Tarent von britischen Bomben getroffen und musste nach Genua zum Reparieren geschleppt werden. Dort entging sie knapp weiteren Schäden, als der Hafen im Februar 1941 von britischen Kriegsschiffen bombardiert wurde. Danach fing sie feindliche Konvois ab oder eskortierte italienische Konvois. 1942 wurde sie dann in die Reserve geschickt. Nach der Kapitulation Italiens 1943 wurde sie bis 1956 als Übungsschiff benutzt und danach in La Spezia abgewrackt.